# Insomnia (Hed P.E.)
Insomnia è il sesto album in studio del gruppo musicale statunitense Hed P.E., pubblicato nel 2007 col nome (hed) p.e.

## Tracce
1. Madhouse – 2:05
2. Walk On By – 4:26
3. Game Over – 4:58
4. Habeus – 3:42
5. Suffa – 2:57
6. Comeova2nite (featuring Roscoe) – 4:17
7. C2GU – 1:51
8. RTO (featuring Big B) – 4:36
9. Mirrorballin – 4:30
10. Tienanman Squared – 3:29
11. Children – 4:01
12. Atlantis A.D. – 5:57
13. Wind Me Up (featuring Kottonmouth Kings & Tech N9ne) – 5:13
14. Don't Let Me Down – 7:17

## Formazione
- Jahred Gomes - voce
- Mawk (Mark Young) - basso
- Jaxon (Jaxon Benge) - chitarra
- Devin Lebsack - batteria
- Doug «DJ Product © 1969» Boyce - turntablism